# کارلوس ماتئو
کارلوس ماتئو (انگلیسی: Carlos Matheu؛ زادهٔ ۱۳ مهٔ ۱۹۸۵) بازیکن فوتبال اهل آرژانتین است.
از باشگاه‌هایی که در آن بازی کرده‌است می‌توان به باشگاه فوتبال بانفیلد، باشگاه فوتبال کالیاری، باشگاه فوتبال آتالانتا، باشگاه فوتبال روبور سیه‌نا، و باشگاه اتلتیکو ایندپندینته اشاره کرد.
وی همچنین در تیم ملی فوتبال آرژانتین بازی کرده‌است.